# Ficus nymphaeifolia
Figuier blanc, Figuier grande feuille
Espèce
Synonymes
- Ficus anguina Benoist[1]
- Ficus duquei Dugand[1]
- Ficus ierensis Britton[1]
- Ficus nymphoides Thunb.[1]
- Ficus urbaniana Warb.[1] [2]
- Urostigma nymphifolium (Mill.) Miq.[1]

Le Figuier blanc (Martinique) ou Figuier grande feuille (Guadeloupe), Ficus nymphaeifolia, est une espèce végétale de la famille des Moraceae. C'est un figuier étrangleur originaire d'Amérique du Sud.

## Description

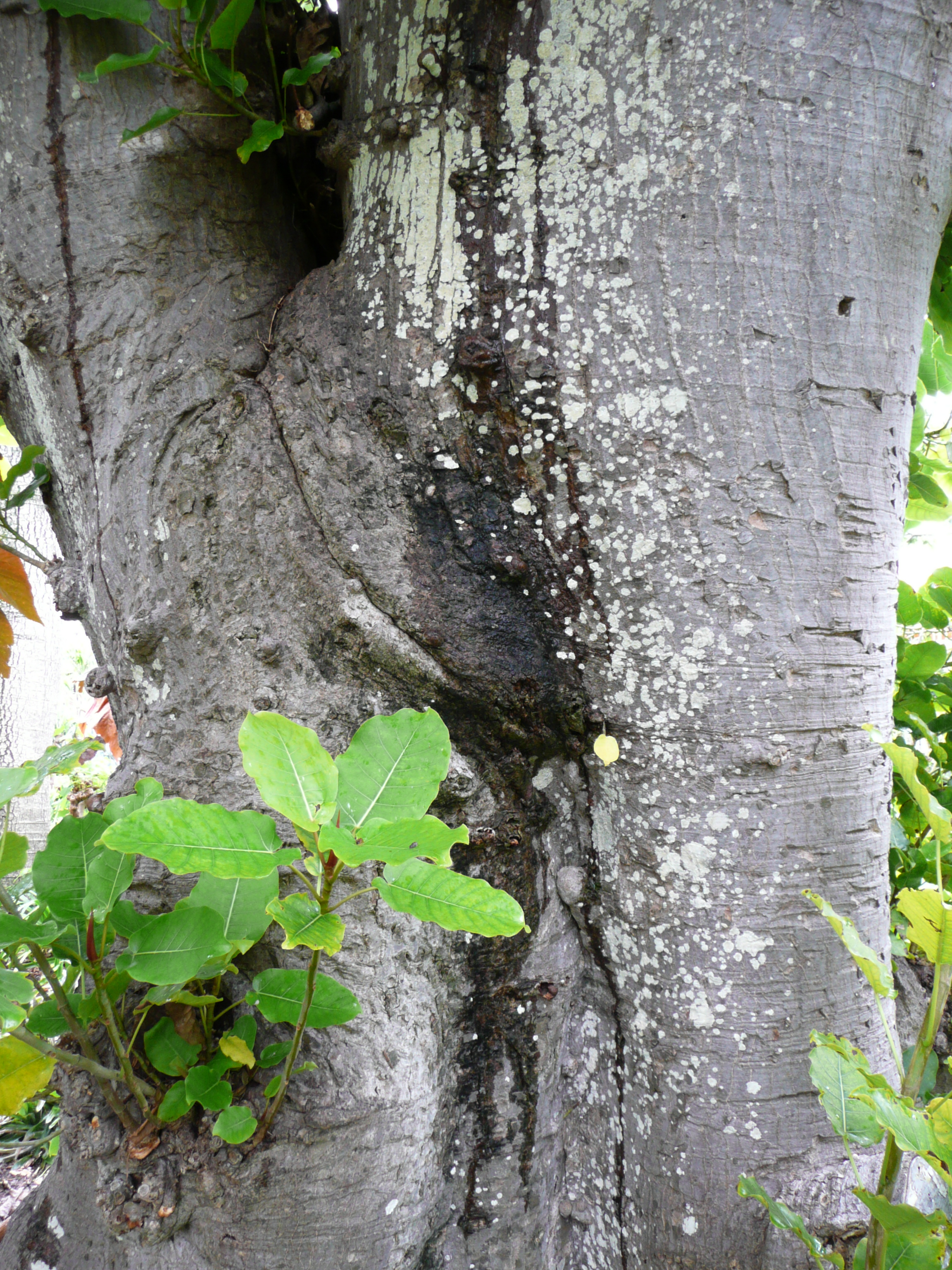
Détail du tronc
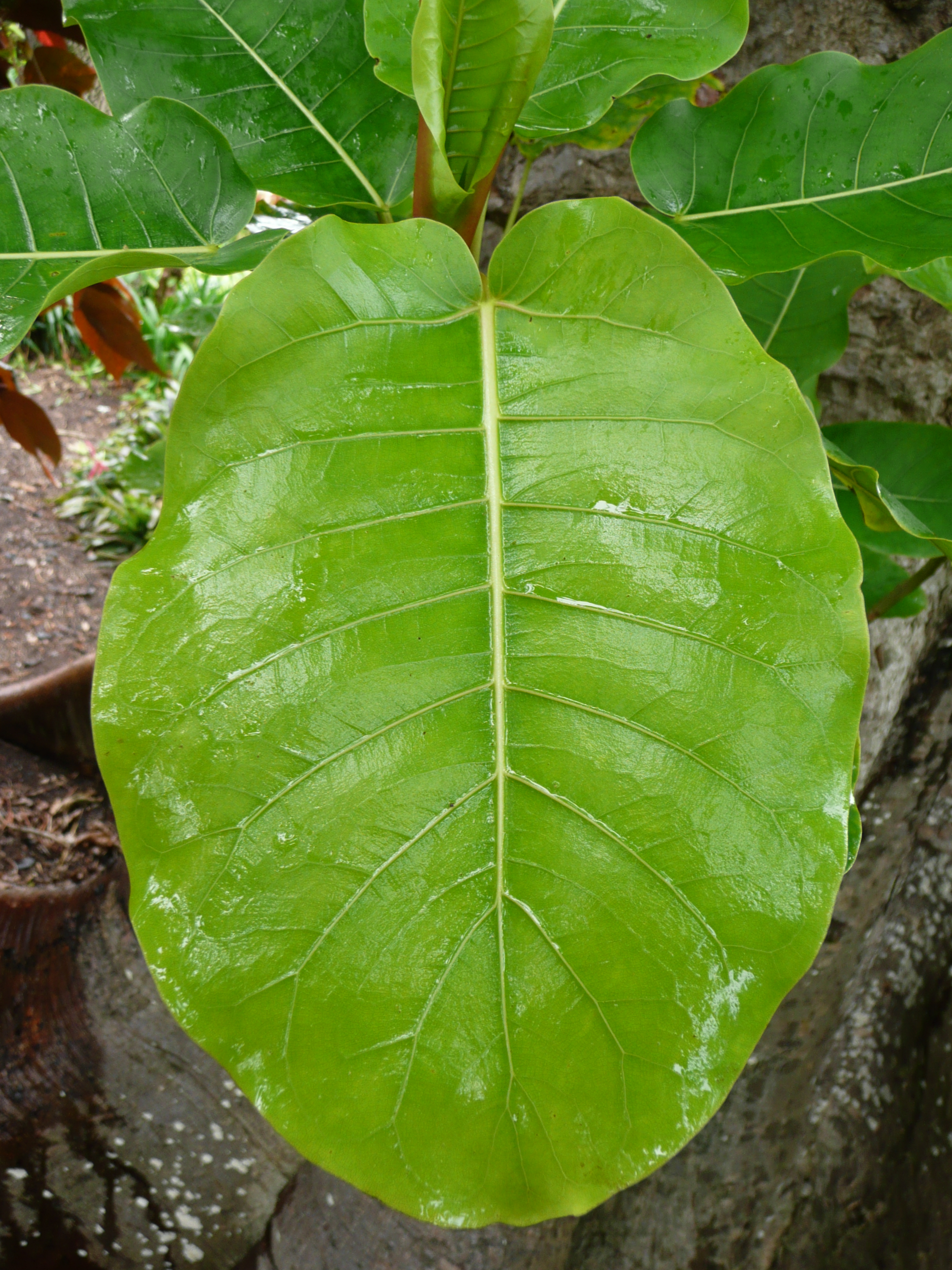
Feuille

## Publication
Cette espèce a été décrite pour la première fois en 1768 par le botaniste d'origine écossaise Philip Miller (1691-1771), chef-jardinier du Chelsea Physic Garden jusqu'à sa mort. L'épithète spécifique nymphaeifolia signifie « à feuille de Nymphaea », du Grec nymphaia (nénuphar) et du latin folium (feuille).
En classification phylogénétique APG III (2009), Ficus nymphaeifolia fait partie du genre Ficus, dans la section Americana de la famille des Moraceae.